# Fen (zespół)
Fen – brytyjski zespół grający mieszankę atmosferycznego black metalu z post-rockiem. Został założony w roku 2006 roku. Warstwa tekstowa charakteryzuje się bólem, smutkiem, cierpieniem, oraz opisami krajobrazu i natury.

## Muzycy
| Obecny skład zespołu - The Watcher - gitara, wokal prowadzący - Grungyn - gitara basowa, wokal wspierający - Derwydd - perkusja | Byli członkowie zespołu - Draugluin - keyboard. - Theutus - perkusja - Æðelwalh - keyboard, syntezator, wokal wspierający |

## Dyskografia
Opracowano na podstawie materiału źródłowego:
| Albumy studyjne - The Malediction Fields (2009, Code666 Records) - Epoch (2011, Code666 Records) - Dustwalker (2013, Code666 Records) Minialbumy - Ancient Sorrow (2007, Northern Silence Productions) | Dema - Onset of Winter (2008, wydanie własne) Splity - Towards the Shores of the End (2011, Nordvis Produktion, split z zespołem De Arma) |